# Mitchellania hystrix
Mitchellania hystrix är en urinsektsart som först beskrevs av Eduard Handschin 1924.  Mitchellania hystrix ingår i släktet Mitchellania och familjen Hypogastruridae. Inga underarter finns listade i Catalogue of Life.